# Modulació per desplaçament d'amplitud

La modulació per desplaçament d'amplitud o ASK (de l'anglès Amplitude Shift Keying) es basa en les variacions del nivell d'amplitud de l'ona portadora.

## Definició
És un sistema de comunicacions digitals, així que l'ona moduladora tindrà la forma d'una ona quadrada o d'un tren de polsos. Per tant, l'ona portadora del senyal estarà modulada per aquest tren de polsos. Aquesta modulació es pot descriure com la multiplicació del senyal d'entrada pel senyal portador. L'amplitud d'aquest senyal portador analògic varia en funció del corrent de bit, mantenint la seva freqüència i fase constants. Si s'analitza això a nivell freqüencial es poden entendre les seves aplicacions més fàcilment. El senyal modulador és una seqüència periòdica de polsos, per tant, aplicant la transformada de Fourier, s'obtindria que el seu espectre freqüencial té la forma que es pot veure a la figura de la dreta:

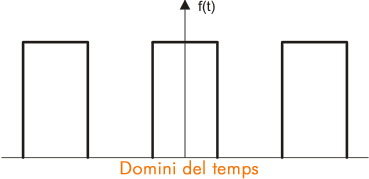
Domini en el temps

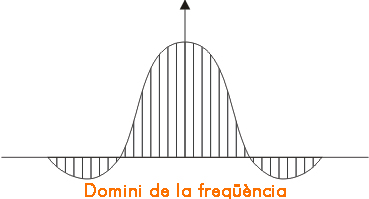
Domini de la freqüència

D'aquesta manera, quan es modula el senyal, es produeix un desplaçament de freqüències.

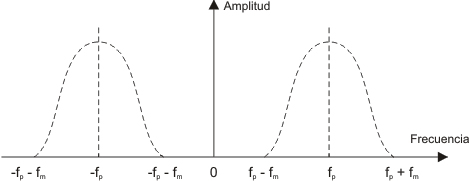
Desplaçament de freqüències.

Aquest efecte permet que qualsevol senyal digital sigui adequat per a ser transmès en un canal d'amplada de banda restringida, a més, en tenir tot el senyal en funció d'una única freqüència, és possible controlar els efectes del soroll sobre el senyal amb filtres passabanda.

## Tipus de modulació ASK

### OOK (On/Off Keying)[3]
Aquesta és la forma més simple i comú de modulació ASK. El seu funcionament es pot entendre com el d'un interruptor que encén o apaga la portadora, de tal manera que la presència de portadora indica un 1 binari i l'absència d'aquesta un 0 binari. El senyal modulat respondrà a l'equació següent:

### Altres mètodes
Existeixen altres procediments més sofisticats de codificació que operen sobre la base d'utilitzar diversos nivells d'amplitud. Per tant, la portadora ja no actua com un interruptor, sinó que cada nivell representa un grup de dades determinat. Per exemple, un esquema de codificació que utilitzi quatre nivells pot representar dos bits amb cada canvi d'amplitud. L'inconvenient de mètodes d'aquest tipus és que requereixen una alta relació Senyal/Soroll al mitjà de transmissió perquè es pugui recuperar tota la informació al receptor, ja que gran part del senyal es transmet a baixes potències.

## Aplicacions
La tècnica de modulació ASK s'utilitza per exemple en la transmissió de dades digitals en sistemes de fibra òptica, o també als transmissors amb LED. Encara tenint en compte tot el que s'ha vist fins ara, els mètodes ASK per si sols no són dels més utilitzats degut a diversos inconvenients. Per començar, per cada freqüència és necessària la implementació d'un circuit independent, i a més només es pot transmetre un sol bit al mateix temps en una determinada freqüència. Un altre inconvenient que no fa la metodologia ASK de les més utilitzades, és que els múltiples de la freqüència fonamental són inutilitzables, i que són sistemes molt susceptibles al soroll.

## Conclusions
La modulació ASK és un mètode senzill i de fàcil recuperació, però els seus inconvenients fan que no sigui de les més utilitzades. Es tracta d'un mètode lineal i sensible al soroll atmosfèric i a les distorsions, pel que requereix una amplada de banda excessiu i, en conseqüència, un consum gran d'energia. Però tot i això, conèixer el seu funcionament és essencial per a poder entendre en profunditat el disseny d'altres mètodes de modulació com són el FSK o la modulació per desplaçament de fase (PSK), ja que molts d'aquests altres tipus estan basats en variacions o combinacions de dos o més senyals modulats en ASK.